# Enfant soldat
Ne doit pas être confondu avec Enfants dans les situations d’urgence et de conflit.

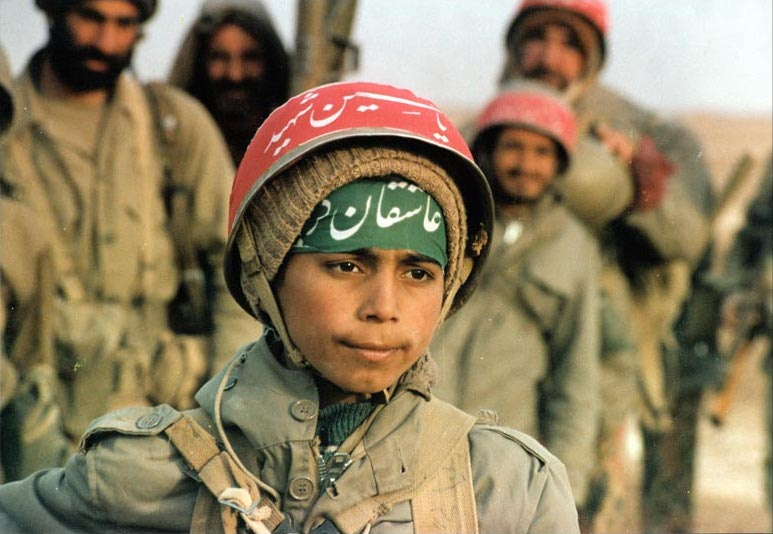
Enfant iranien engagé dans le conflit Iran-Irak. (1980-1988).

Un enfant soldat est un enfant combattant, fille ou garçon, âgé de moins de dix-huit ans, et parfois dès six ans ; selon le protocole facultatif à la Convention internationale des droits de l'enfant, concernant l'implication d'enfants dans les conflits armés.
L'enrôlement d'enfants de moins de quinze ans dans des forces armées est un crime de guerre.
Les adolescents de quinze à dix-sept ans ressortissent d'un statut intermédiaire mal défini.
Le terme est également utilisé lors de conflits armés à faible impact sur le plan politique, notamment concernant des affrontements entre bandes rivales.
Selon l'UNICEF, en 2007 plus de 250 000 enfants ont été utilisés comme soldats.

## Histoire
Enrôlés de gré ou de force, des enfants soldats ont été utilisés à de nombreuses époques et par de nombreuses cultures lors de l'histoire militaire.

### En France

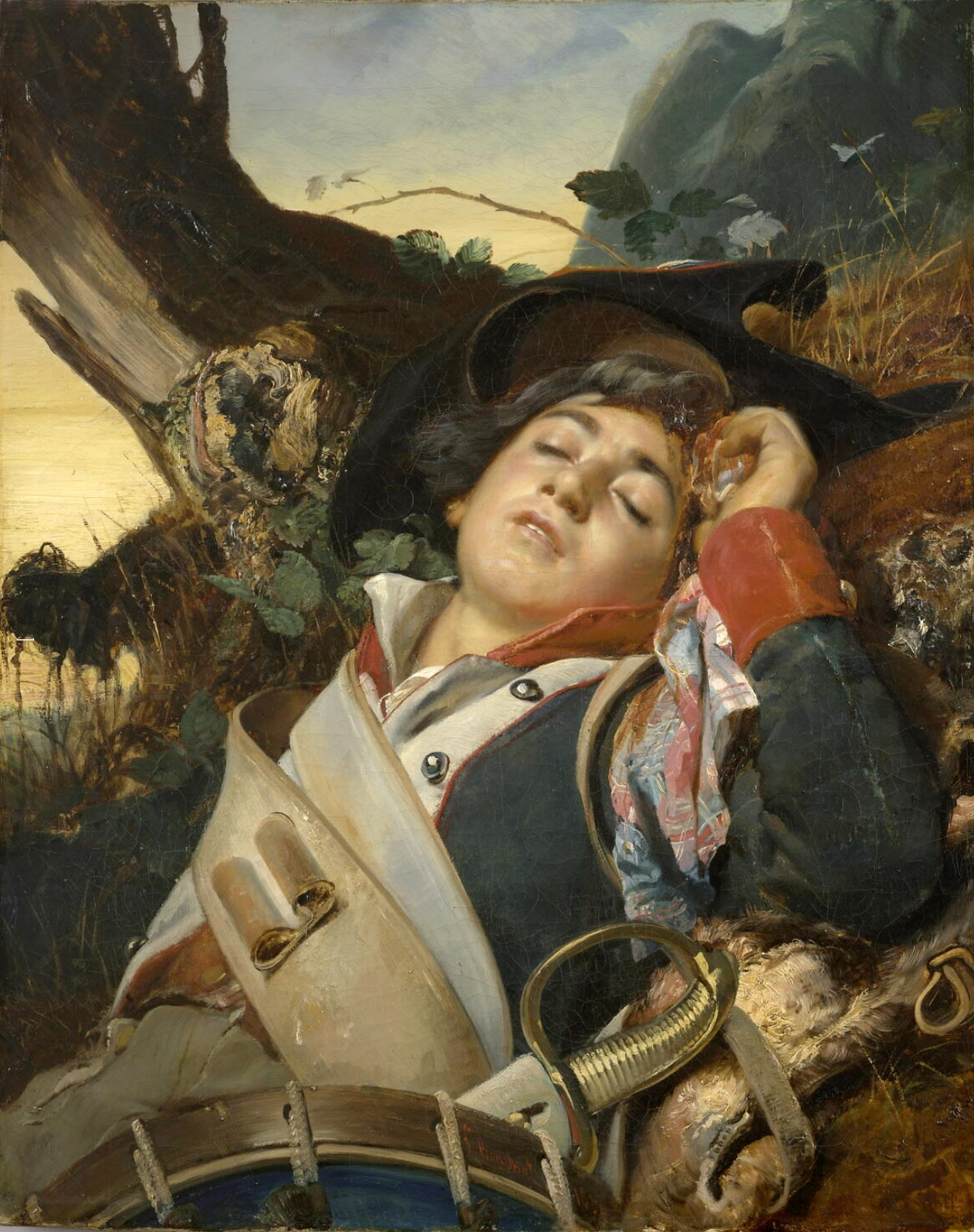
Le Tambour blessé (1836), tableau de François Bouchot, musée du Louvre.

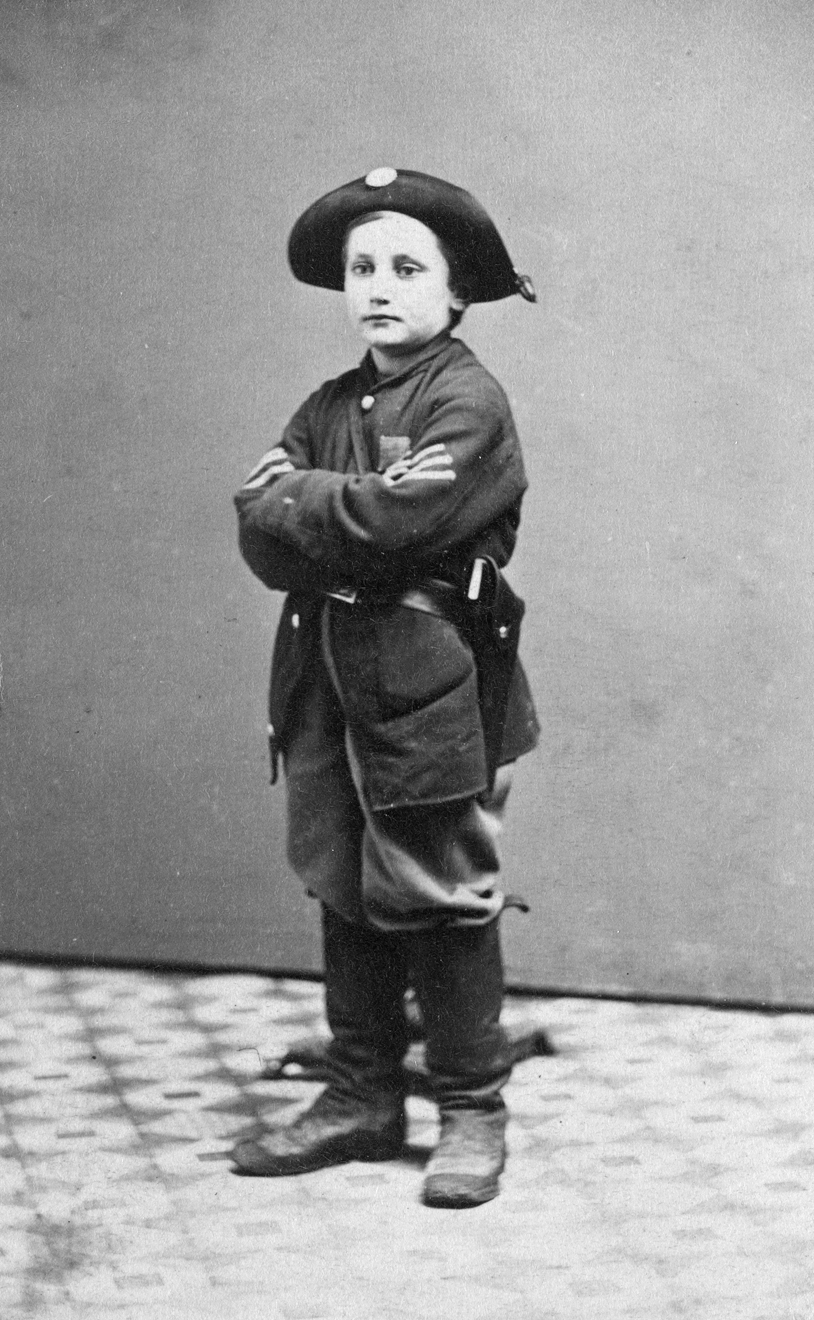
Enfant soldat durant la guerre de Sécession aux États-Unis.

Au Moyen Âge, en France, l'entraînement du chevalier commençait en tant que page vers 9~10 ans (parfois dès sept ans), avec un entraînement militaire. Vers 12~14 ans, devenu écuyer, il suivait un chevalier et se confrontait à la férocité des combats. Vers 18~20 ans, il était adoubé et devenait à son tour un chevalier.
La période révolutionnaire, en France, continue la pratique de l'ancien régime de l'engagement de jeunes garçons comme tambours dans les armées dès l'âge de treize ans. Pour des raisons de propagande idéologique, elle organise un « culte républicain » à certaines de ces recrues qui sont morts au combat comme Joseph Barra, Agricol Viala ou Pierre Bayle.

### En Allemagne
Carl von Clausewitz participe au siège de Mayence (1793) à l'âge de treize ans en tant que porte-enseigne. Quelques siècles plus tard, lors de la bataille de Berlin, le jeune Alfred Czech sera le plus jeune soldat décoré par Adolf Hitler et représentera, dans l'imaginaire collectif, le sacrifice fanatique des Jeunesses hitlériennes lors des dernières semaines du Troisième Reich.

### Aux États-Unis
Au cours des XIXe et XXe siècles, des enfants soldats sont utilisés durant la guerre de Sécession, aux États-Unis dans les années 1860.

### En France (XXesiècle)
Lors de la déclaration de la Première Guerre mondiale beaucoup d'enfants ont tenté de s'engager, ce que le Breton Jean-Corentin Carré réussit à faire en mentant sur son âge, devenant à l'époque un « symbole de courage et de patriotisme ».

### Seconde Guerre mondiale
Lors de l'insurrection de Varsovie en Pologne durant la Seconde Guerre mondiale, des enfants ont participé comme combattants ou soignants. Une statue de bronze, Le Petit Insurgé, commémorant la participation des enfants soldats, a été installée à Varsovie.
À la fin de la guerre, les Jeunesses hitlériennes ont été utilisées, elles ont ralenti la progression des Alliés dans des combats désespérés[réf. nécessaire], notamment face à l'Armée rouge lors de la chute de Berlin.
L'Armée rouge a, elle aussi, eu ses contingents d'enfants soldats. Le film d'Andreï Tarkovski, L'Enfance d'Ivan (1962), tiré du récit de Vladimir Bogomolov (1926-2003), témoigne du destin souvent tragique de ces enfants :

« Âgés de 16-17 ans, ils étaient entre 60 000 et 300 000, et 59 % d'entre eux étaient russes et d'origine paysanne. Cet engagement s'inscrivait dans le système d'endoctrinement par l'État soviétique de la génération de l'entre-deux-guerres et s'explique par des sentiments relevant de la bravade, de la vantardise mêlée d’exaltation face au danger, typiques de l’adolescence, ainsi que par des pressions du milieu social. »

Les survivants ont été décorés et adulés par la population russe :

« À la fin de la Seconde Guerre mondiale, après une période de réticence à parler de la présence des enfants dans les opérations militaires, leur participation a été reconnue et célébrée, s'est même inscrite dans « la mémoire du sang versé » et a fait l'objet d'un véritable culte, le culte des Pionniers victimes des opérations de guerre sur laquelle le régime a construit la relance morale et idéologique des organisations de jeunesse, notamment celle des Pionniers. »

## Années 2000-2010
L'Organisation des Nations unies (ONU) estime à 300 000 le nombre d'enfants soldats en activité, au début des années 2010. Ils sont principalement utilisés lors des guerres civiles, ou par des groupes criminels paramilitaires en Colombie ou des mouvements de guérilla révolutionnaires (comme les FARC en Colombie)[réf. nécessaire]. Ainsi, l'UNICEF estime à plus de 5 000 le nombre d'enfants soldats recrutés par les LTTE[réf. nécessaire]. Au Nigeria, Boko Haram fait un usage répété d'enfants comme kamikazes avec 83 cas durant les huit premiers mois de 2017.
Au Mexique, l'EZLN a été dénoncée en 1994 par l'ONG Human Rights Watch pour avoir enrôlé des enfants de six à quinze ans.
Les talibans présents en Afghanistan ont également procédé à l'enrôlement de jeunes guerriers à partir de leur entrée en guerre contre les moudjahidines en 1994 jusqu'à la chute du régime islamiste en 2001. L'utilisation d'enfants soldats n'a pas disparu au sein des groupes talibans opérant après la chute de leur régime et l'on estime en 2001 la proportion d'enfants soldats en Afghanistan à 20 % de l'effectif total. Selon l'Organisation des Nations unies, la Police nationale afghane intègre aussi des enfants dans ses rangs. Un accord est signé au début de l'année 2010 pour mettre fin à cette pratique.

### Conflits

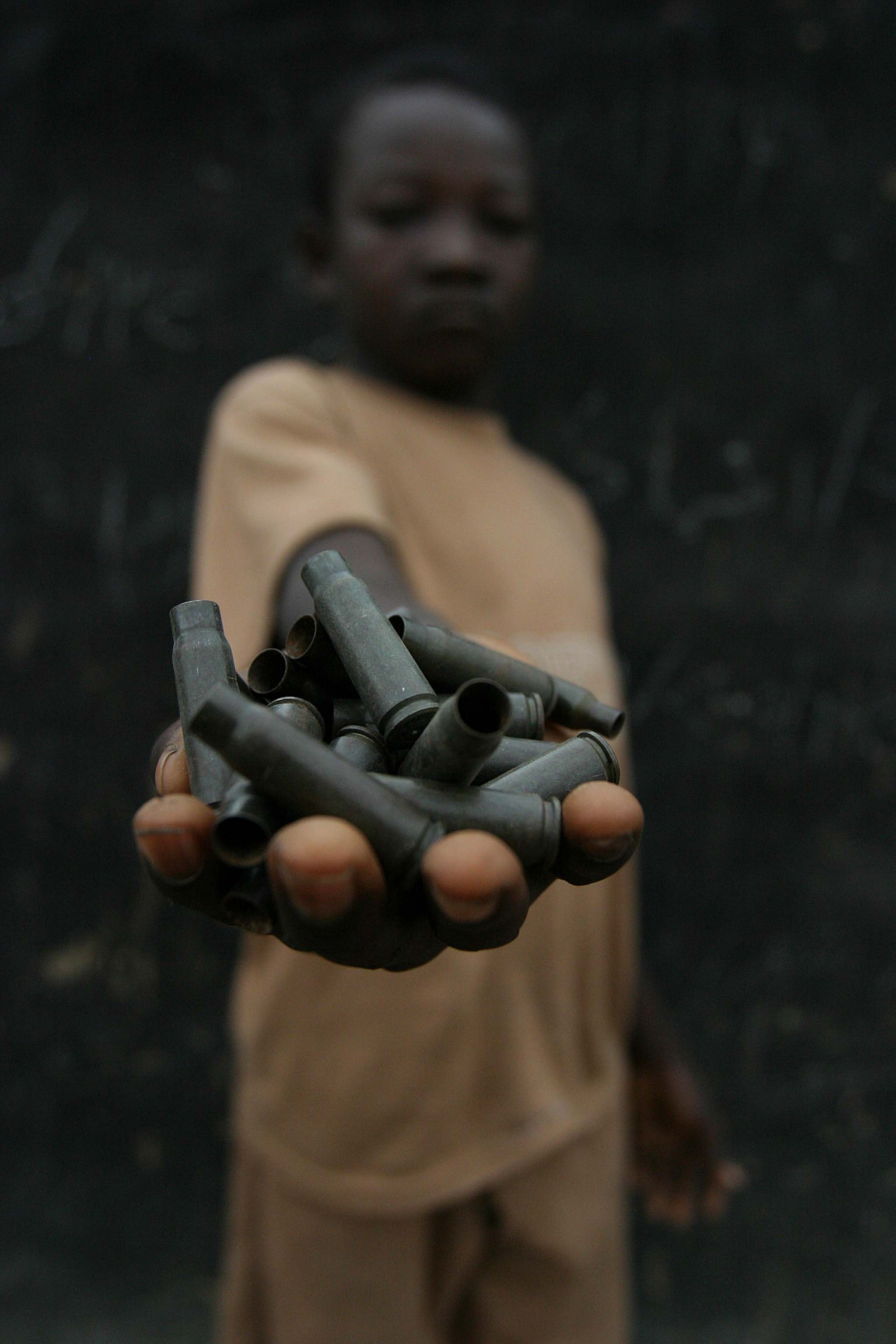
Enfant soldat démobilisé dans un camp de la République centrafricaine.

À l’occasion des journées internationales des enfants soldats le 12 février 2008, Radikha Coomaraswamy, secrétaire générale adjointe des Nations unies a indiqué que 58 organisations continuent à recruter et utiliser des enfants dans 14 pays : Tchad, Colombie, Côte d'Ivoire, République démocratique du Congo, Inde, Iran, Libye, Birmanie, Pérou, Philippines, Sri Lanka, Soudan, Ouganda, Zimbabwe. Dans 8 pays, les enfants sont capturés et utilisés comme informateurs ou espions : Burundi, Colombie, République démocratique du Congo, Inde, Indonésie, Népal, Ouganda.
Des enfants soldats ont été, ou sont encore utilisés dans les conflits armés contemporains ou toujours en cours[Quand ?], dans les pays suivants,, :
- Afghanistan
- Angola
- Bande de Gaza
- Birmanie
- Burundi
- Bosnie-Herzégovine
- Colombie
- Cambodge
- Érythrée
- Éthiopie
- Liban
- Liberia
- Îles Salomon
- Inde
- Indonésie
- Iran
- Irak
- Mali
- Mexique
- Népal
- Ouganda
- Ouzbékistan
- Pakistan
- Papouasie-Nouvelle-Guinée
- Pérou
- Philippines
- République centrafricaine
- République démocratique du Congo
- Rwanda
- Sierra Leone
- Sénégal
- Somalie
- Soudan
- Sri Lanka
- Syrie
- Tadjikistan
- Tchad
- Territoires palestiniens occupés
- Tibet
- Timor oriental
- Yougoslavie

### Ouganda
L'Armée de résistance du Seigneur (LRA), un groupuscule de fanatiques religieux du Nord de l'Ouganda dirigé par Joseph Kony procède régulièrement, et ce depuis le milieu des années 1990, à des enrôlements forcés de jeunes enfants. Un rapport de la BBC datant de 2000 avance le chiffre de 20 000 enfants kidnappés, parfois dès l'âge de sept ou huit ans. Ces rapts sont souvent accompagnés de violences faites à la famille de l'enfant, parfois exécutées sous les yeux des enfants enlevés. De plus, les « petits soldats » sont forcés de participer à des exactions, constituant des crimes de guerre (massacres de villages entiers, exécutions sommaires, lapidations, etc.). Ceux qui tentent de fuir servent d'exemple en étant exécutés par des meurtres rituels auxquels participent tour à tour les enfants du contingent. Les membres de la LRA forcent parfois les enfants à commettre ces exactions dans leur propre village, les dissuadant une fois pour toutes de tenter de rentrer chez eux un jour.
Les enfants enlevés subissent eux aussi des actes de barbarie (viols, meurtres, tortures, travaux forcés, longues marches, etc.). La proportion d'enfants dans le contingent total de la LRA est estimée à 80 %, c'est donc une armée vivant principalement de ces rapts.

### République démocratique du Congo

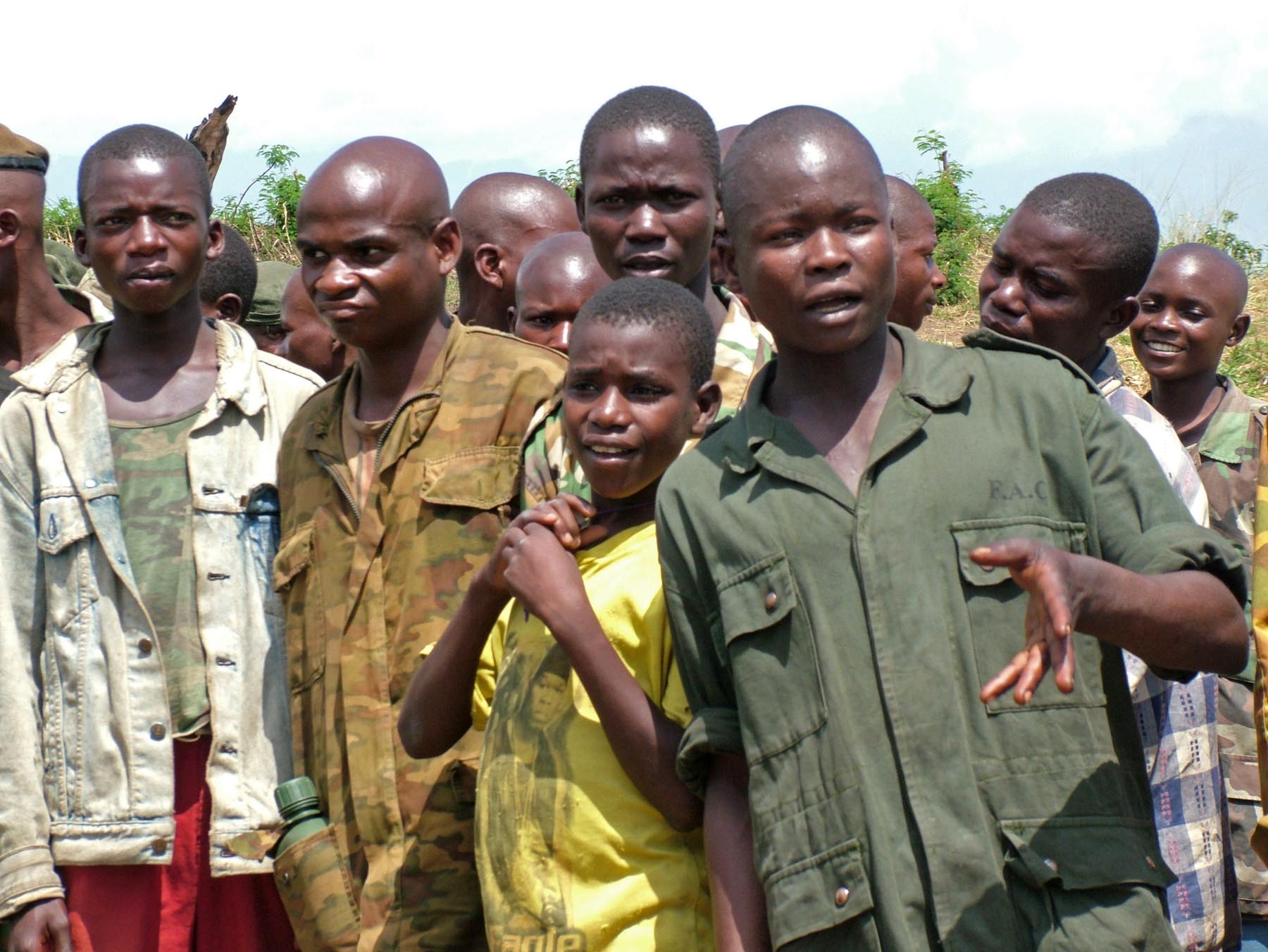
Anciens enfants soldats Congolais.

Les différentes milices ont largement employé des enfants comme combattants lors de la Deuxième guerre du Congo. Certains groupes armés avaient jusqu’à 40 % d’enfants dans leurs troupes.
Pour mettre fin à la guerre civile, un programme de désarmement, de démobilisation et de réinsertion (DDR) des anciens combattants dans la vie civile a été initié en 2003. Il concernait 300 000 enfants. Mais ce programme a connu plusieurs freins qui ont fait qu'en juin 2006, la commission gouvernementale chargée du programme DDR a annoncé qu'elle avait démobilisé un peu plus de 19 000 enfants, dans un rapport publié en octobre 2006, considère que ce programme n'apporte pas aux enfants la protection et le soutien dont ils ont besoin.
En raison des difficultés pour survivre et de la persistance de groupes armés, de nombreux enfants risquent de rejoindre de nouveau des milices.
Les filles, qui représentaient 40 % des enfants soldats ont peu profité du programme DDR. Selon Amnesty International, les filles ont souvent été « mariées » de force à des soldats adultes et des responsables refusent de les reconnaître comme enfants soldats préférant les désigner comme « personnes à charge » de combattants adultes, ou de soldats péripatéticiens.
La Mission de l'Organisation des Nations Unies en République démocratique du Congo (MONUC) condamne, dans un communiqué du 14 décembre 2007, la présence de centaines d’enfants soldats, filles et garçons, dans la guerre du Kivu. Ces enfants sont recrutés de force dans les écoles par les groupes armés, principalement par le Congrès national pour la défense du peuple (CNDP) et les Forces démocratiques de libération du Rwanda (FDLR), depuis la reprise des combats en août 2007. Les enfants deviennent des combattants ou sont utilisés pour des tâches logistiques ou comme esclaves sexuels.

### Syrie

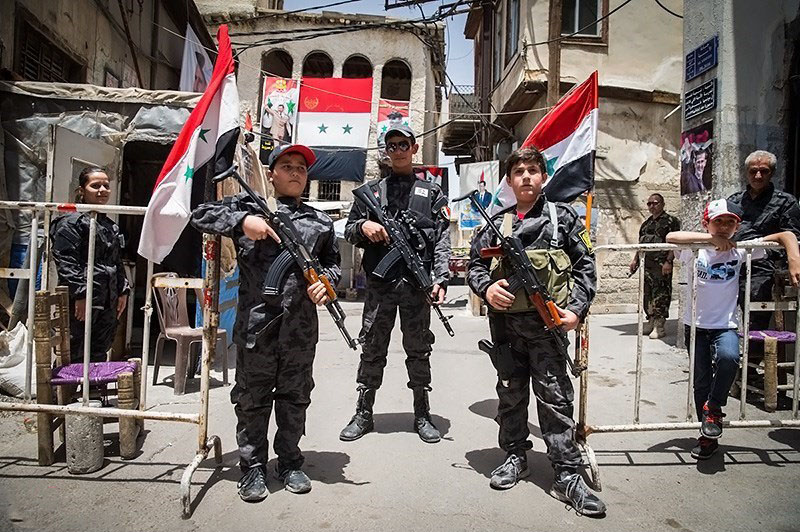
Enfants soldats de l'armée arabe syrienne à Damas, le 3 juin 2014.

Selon Human Rights Watch, des enfants syriens serviraient dans l'Armée syrienne libre,. Plusieurs autres organisations ont prouvé la présence d'enfants combattants pour l'armée rebelle dans le conflit syrien. Certains groupes islamistes comme l'EI recruteraient de jeunes adolescents pour des attaques-suicides.
Selon le site américain Slate, l'EI forme des enfants d'à peine six ans à des fins militaires. L'organisation a mis sur pied un système qui permet de recruter et d'endoctriner les enfants. Les enfants sont soit enlevés, soit rejoignent « consciemment » l'organisation. Ils rejoignent après des camps d’entraînement où ils sont endoctrinés et sont formés aux maniement des armes. Les enfants servent ensuite de fantassins, de « mouchards », de kamikazes, et leur sang est utilisé pour des transfusions. Selon, l'ONU, l'EI utilise des enfants dans les attentats-suicide.

### Tchad
Le gouvernement tchadien a signé le 9 mai 2007 un accord avec l'Unicef prévoyant la protection et la démobilisation des enfants enrôlés dans l'armée nationale tchadienne. En signant cet accord, le gouvernement reconnaît pour la première fois la présence d'enfants dans les rangs de l'armée régulière.

### Soudan
Afin de les faire combattre au Yémen, la coalition dirigée par l'Arabie saoudite procède à des recrutements d'enfants soldats au Soudan, dans la région du Darfour[réf. souhaitée].

## Lois internationales
Face à ce problème, la communauté internationale réagit de façon disparate, en adoptant lois et décrets, tout en cédant du terrain par des compromis avec les États permissifs, compromis qui se reflètent dans les textes adoptés. Tout d'abord, la protection des enfants se décline selon son statut :
- civil ne participant pas aux hostilités ;
- civil fragilisé par son jeune âge ;
- combattant.

## Causes et raisons
Les raisons de l'existence de tels groupes armés composés d'enfants s'expliquent de différentes façons :
Outre l'endoctrinement dans les régimes totalitaires soucieux de contrôler la jeunesse et l'enlèvement, une des origines du phénomène des enfants soldats se trouve dans la pauvreté, aggravée par la situation de guerre. Les familles ne pouvant subsister aux besoins de leurs enfants, certains se désignent pour s'enrôler dans l'armée ou les groupes paramilitaires, soulageant ainsi leurs proches d'une bouche à nourrir, tout en assurant eux-mêmes leur subsistance.
Sur la base du volontariat, on peut également trouver d'autres motivations :
- la fascination pour la vie militaire, l'uniforme, le prestige, etc. ;
- le désir de venger la mort d'un proche durant un conflit ou simplement de participer au combat pour la libération de son peuple ;
- le besoin de protection (les rangs des indépendantistes tchétchènes se sont vus grossir lorsque l'armée russe a pris l'habitude d'arrêter tous les jeunes hommes de 16 ans pour les « interroger ») ;
- on trouve parfois des raisons idéologiques (dans ces cas-là, les enfants bénéficient souvent de l'approbation de l'entourage, fier de voir un membre de la famille se sacrifier pour la cause).

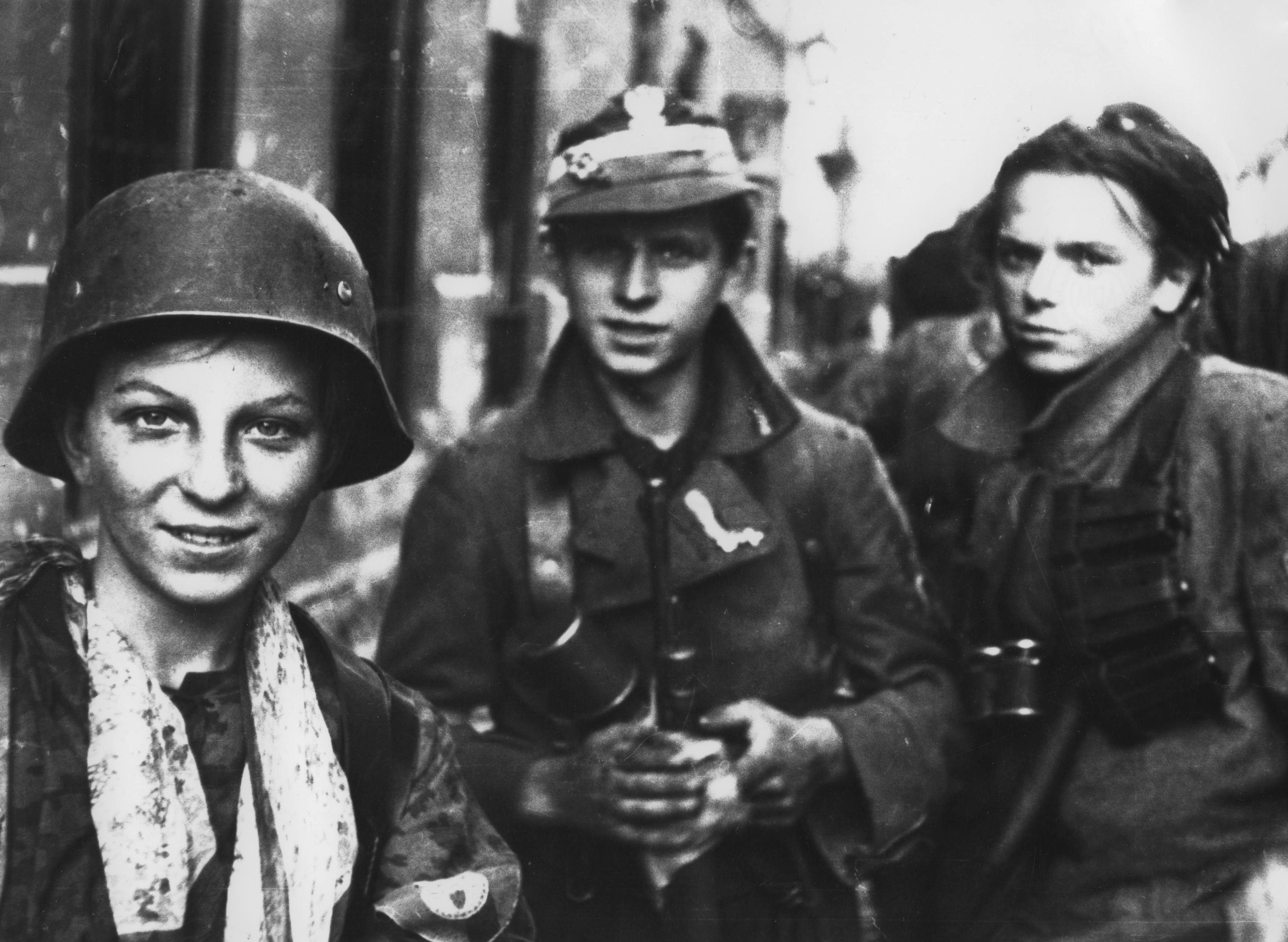
Enfants soldats de la résistance polonaise durant l'Insurrection de Varsovie.

Du côté des recruteurs, les raisons sont facilement explicables. Les enfants ne coûtent pas cher en nourriture, ils sont dociles, influençables, et facilement enrôlables. De plus, ils peuvent s'avérer d'une redoutable efficacité sur des terrains difficiles (la brousse par exemple), mais également comme espions ou kamikazes, passant facilement pour inoffensifs aux yeux des opposants. Ils sont également utilisés comme « chair à canon » sur les champs de bataille, placés en première ligne pour faire diversion.
De plus, étant jeunes et démunis de moyens de subsistances, ils sont dans la quasi impossibilité de fuir. Autres atouts : intimidables et malléables, on a vite fait d'en faire des machines de guerre. Ainsi, durant la guerre civile, les enfants-loups de la Résistance nationale du Mozambique (RENAMO) au Mozambique étaient dressés au massacre et à la torture, tâches qu'ils accomplissaient avec ferveur selon leurs propres récits. De plus, la fragilité des enfants, tant psychologique que physique est un frein à la mutinerie.
Il ne faut pas non plus oublier les différentes raisons d'ordre contextuel qui expliquent cet accroissement d'utilisation des enfants soldats. Tout d'abord, l'extrême fragilité des situations politiques et économiques des pays concernés, et les tensions exacerbes qui y règnent. C'est ainsi qu'un enfant issu d'une famille aisée aura bien moins de risques de se faire recruter ou enrôler qu'un autre issu d'une famille défavorisée.

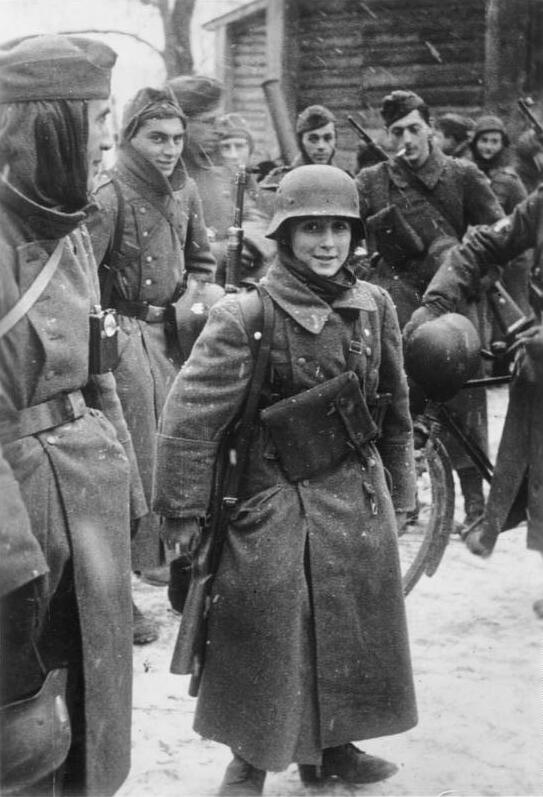
Enfant soldat de 15 ans géorgien de la Légion des volontaires français contre le bolchevisme, décembre 1941.

De plus, le manque d'accès à l'éducation est un facteur important: les enfants n'étant pas ou plus scolarisés doivent trouver une occupation, qui bien souvent se doit d'être lucrative. L'engagement dans l'armée est alors une alternative au travail dans le civil.
Une autre explication serait la présence d'un nombre élevé d'armes légères ; en 1998, on estimait à cinq cents millions le nombre d'armes légères en circulation dans le monde, dont cent millions rien qu'en Afrique. Ces armes sont facilement manipulables, notamment par les enfants, ce qui accroît leur possibilité de participer aux combats.
Certaines sociétés sont largement militarisées. Le culte de l'armée, des armes et de la guerre augmente la part de fascination des plus jeunes pour ce qui a trait de près ou de loin à l'armée ou la violence, ce qui accroît la probabilité d'engagement précoce des enfants. Ceci est encore plus vrai pour les pays où la scolarisation n'est pas assurée, ou largement axée sur l'endoctrinement patriotique, comme certaines écoles religieuses, ou aussi les écoles publiques des États belliqueux (la dictature militaire de Myanmar par exemple, ou certaines écoles coraniques dans lesquelles l'éducation est en réalité axée sur l'islamisme, et non sur l'islam).
Enfin, dans certaines sociétés traditionnelles, les jeunes sont considérés comme étant adultes dès qu'ils sont sexuellement matures, c'est-à-dire vers 14 ou 15 ans. Ils peuvent donc être enrôlés dans les milices locales comme forme de rite de passage à l'âge adulte.
Le statut des fillettes (mais cela peut également arriver aux garçons) est particulier en raison de leur exploitation sexuelle.
Tous ces facteurs font que lors d'un conflit armé, les enfants sont, avec les femmes, des cibles faciles.

## Voir aussi

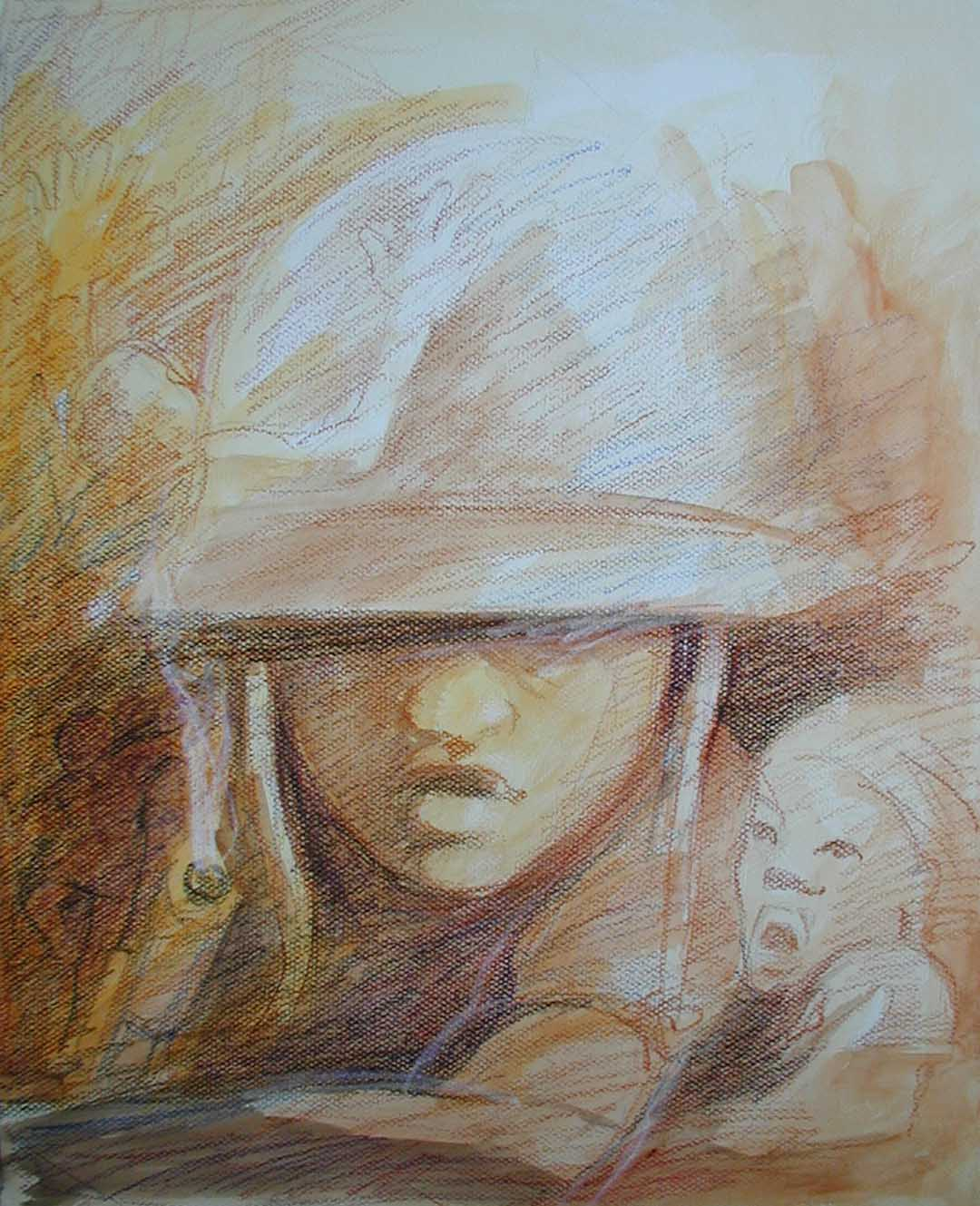
"Enfant soldat en Côte d'Ivoire, Afrique", Gilbert G. Groud, 2007.

### Romans
- Víctor del Árbol, Avant les années terribles, Actes Sud, 2023.

### Films
- 1959 : Die Brücke, film de Bernhard Wicki
- 1962 : L'enfance d'Ivan, film de Andreï Tarkovsky
- 2005 : Lord of War, film de Andrew Niccol
- 2005 : Les Petits Soldats, documentaire de François Margolin
- 2007 : Blood Diamond, film de Edward Zwick
- 2007 : Johnny Mad Dog, film de Jean-Stéphane Sauvaire
- 2008 : Ezra, film de Newton Aduaka
- 2012 : Rebelle, film de Kim Nguyen
- 2013 : documentaire Les enfants soldats de la Seconde Guerre mondiale, de Katheen Raschke, Arte, 2013 (voir liens externes en fin de page)
- 2015 : Beasts of No Nations, film de Cary Joji Fukunaga (Netflix)
- 2015 : Born In Battle, court-métrage de Yangzom Brauen

### Chanson
- 1985 : Petit homme mort au combat, chanson de Daniel Balavoine
- 1985 : Morts les enfants, chanson de Renaud
- 1987 : They Want War, Chanson de U.D.O.
- 2002 : El niño soldado, chanson de Ska-P
- 2006 : L'enfant soldat, chanson de Gérard Manset

### Organisation contre l'enrôlement des enfants
- (fr) Bureau du Représentant spécial du Secrétaire général pour les enfants et les conflits armés
- (fr) Prévenir le recrutement des enfants , Comité international de la Croix-Rouge
- Anatole Ayissi et Catherine Maia, « Les filles-soldats, grandes oubliées des conflits en Afrique », Études 2004/7-8 (Tome 401), 2004.

### Documentaires
- Documentaire Les enfants soldats de la Seconde Guerre mondiale documentaire de la chaine de télévision Arte (2013)